# Ginkaku-ji
Ginkaku-ji (銀閣寺) eller Silverpaviljongen, officiellt Jisho-ji, är ett buddhistiskt tempel i Kyoto i Japan. Ursprungligen uppfördes byggnaden som en villa 1482 åt shogunen Ashikaga Yoshimasa. Villan var då  känd som Higashiyamapalatset och utgjorde en samlingspunkt för en period för konstnärlig pånyttfödelse går under namnet Higshiyamakulturen. Anläggningen inspirerades av Saiho-ji där byggnaderna ligger runt en damm. Togudo (buddhahallen) byggdes 1485.  Den ursprungliga avsikten var att klä in byggnaden i silver på samma sätt som Kinkaku-ji (Guldpaviljongen) är inklätt i bladguld. Men, oninkriget omintetgjorde dessa planer. Efter shogunens död omvandlades villan till ett zenbuddhisttempel. Templet förföll för att restaureras igen tillsammans med trädgården i mitten av 1600-talet.
Både själva Silverpaviljongen, som också kallas Kannonpalatset, och Togu-do (buddhahallen) är japanska nationalskatter. Trädgården som listats som en särskilt naturskön plats.
1995 kom tempelområdet med på Unescos världsarvslista som en del av världsarvet Historiska monument i det gamla Kyoto.

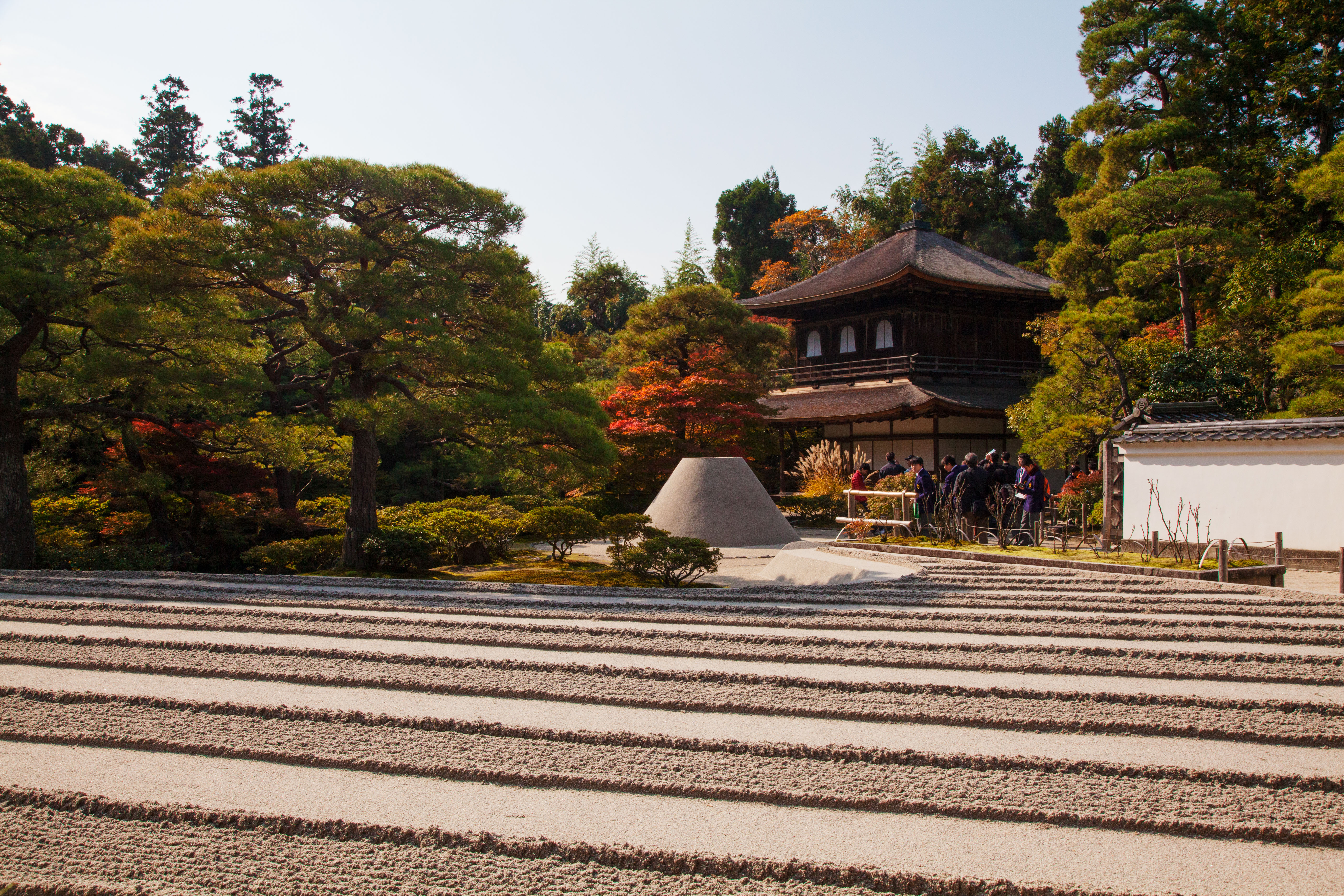
Sandträdgård
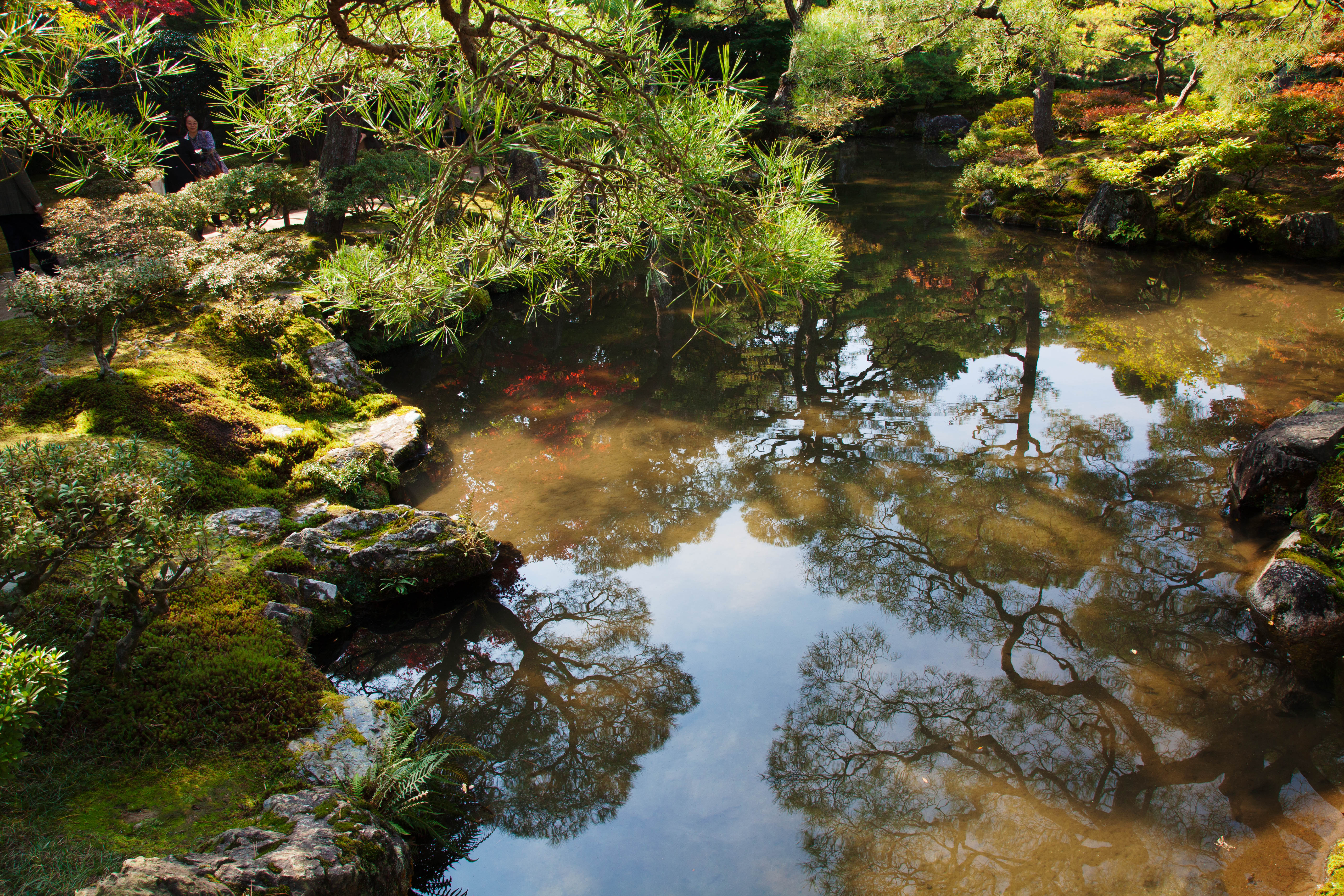
Damm
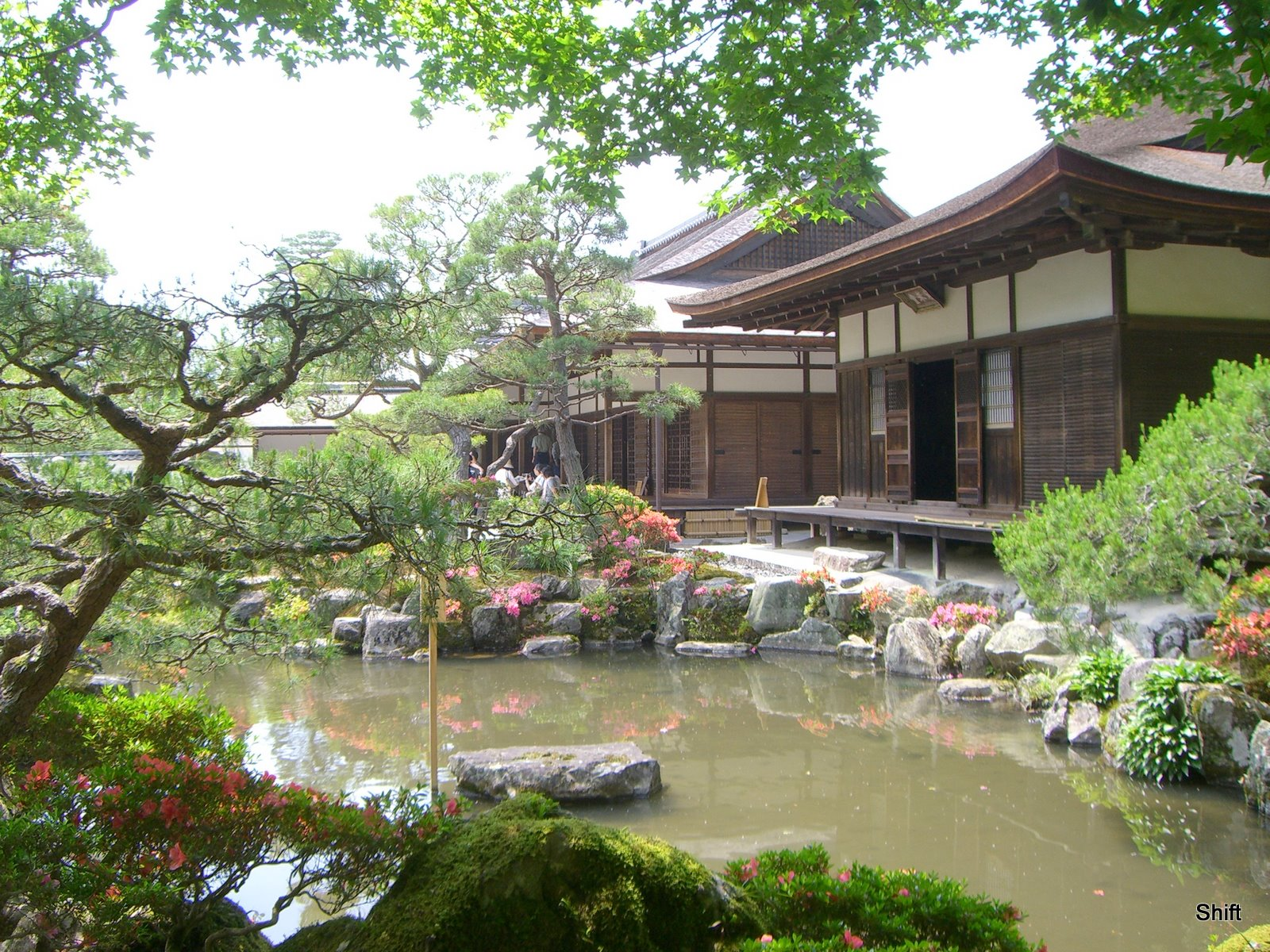
Togu-do
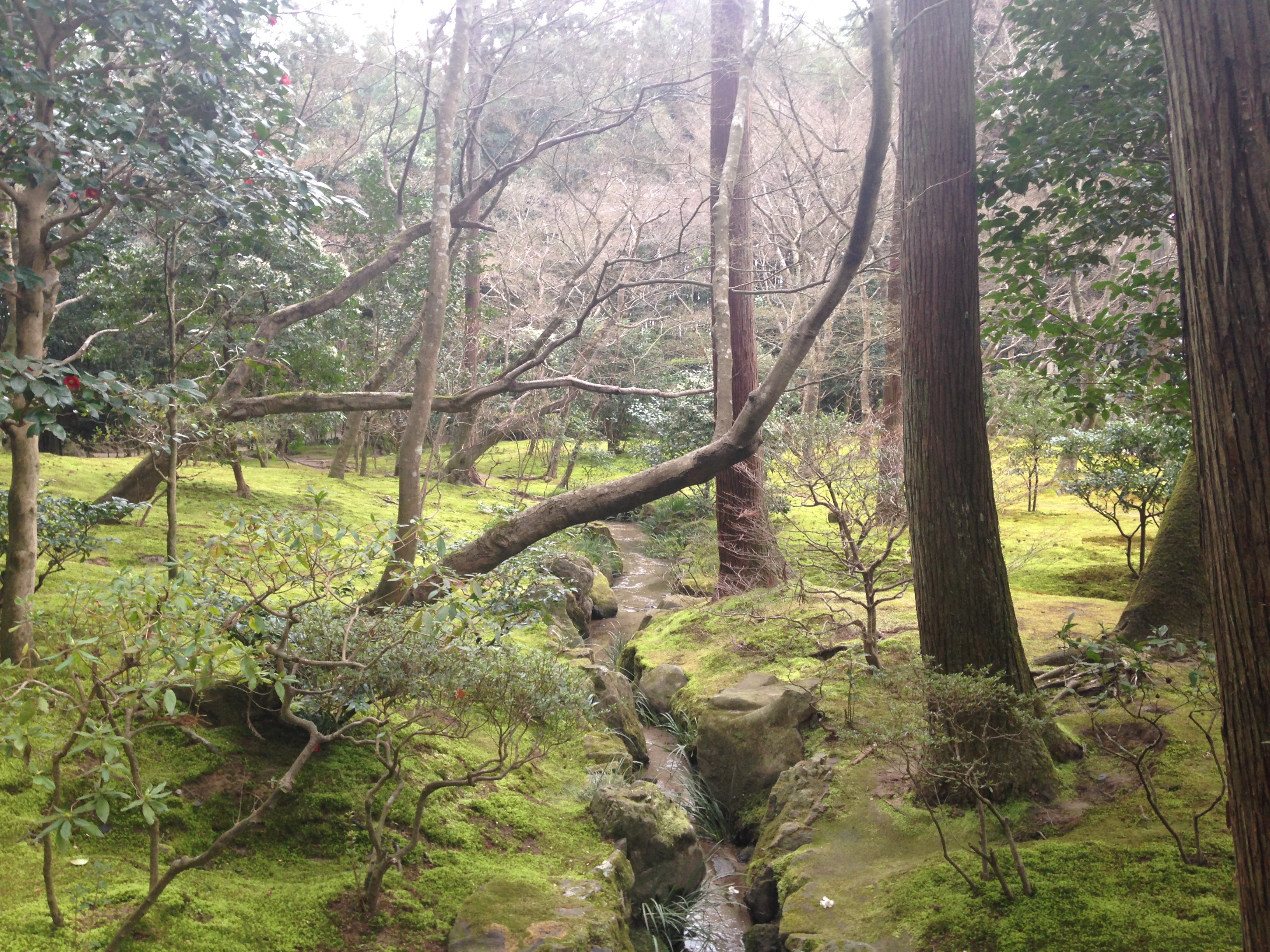
Mossträdgård